# Euxestonotus stephania
Euxestonotus stephania är en stekelart som beskrevs av Peter Neerup Buhl 2004. Euxestonotus stephania ingår i släktet Euxestonotus och familjen gallmyggesteklar. Inga underarter finns listade i Catalogue of Life.